# Frank Hubbard
Pour les articles homonymes, voir Hubbard.
 (octobre 2017).
Frank Twombly Hubbard (15 mai 1920 - 25 février 1976) est un facteur de clavecins et expert de cet instrument ; il est un des pionniers du retour à la facture traditionnelle, fondée sur l'étude des méthodes et procédés historiques.

## Années d'études
Né à New-York, Frank Hubbard étudie la littérature anglaise à Harvard, obtenant ses diplômes de Bachelor of Arts en 1942 puis de Master of Arts en 1947. L'un de ses amis est William Dowd, qui s'intéresse aux instruments anciens et ils construisent ensemble un clavicorde. Cette fréquentation, et son intérêt comme violoniste amateur à la lutherie, de même que l'emplacement de son lieu de lecture à la bibliothèque de l'université près des rayons de livres sur les instruments de musique l'amène à s'intéresser aux clavecins historiques. 
Alors qu'il poursuit ses études à Harvard, lui et William Dowd décident de changer de voie pour se consacrer à la facture instrumentale. En 1947 il part pour l'Angleterre pour y être apprenti dans l'atelier d'Arnold Dolmetsch à Haslemere. Employé à des tâches subalternes sans intérêt, il est déçu de ce stage, n'y apprend pas grand-chose sur les clavecins historiques, et est renvoyé subitement ; il rejoint en 1948 à Londres le facteur Hugh Gough auprès duquel il travaille un an de façon beaucoup plus intéressante. Pendant cette période, il a l'occasion de visiter les collections européennes d'instruments à clavier anciens et d'étudier les œuvres des facteurs historiques. Gough lui fait connaître son ami Donald Boalch, auteur d'un monumental répertoire des facteurs de clavecins anciens. Il étudie la viole de gambe avec Edgar Hunt au Trinity College of Music de Londres afin d'obtenir une bourse offerte par le G.I. Bill ; mais son activité de facteur d'instruments ne lui permet guère de pratiquer réellement.

## Clavecins historiques
Il retourne aux États-Unis en 1949 et, en association avec William Dowd, crée un atelier de facture de clavecins selon les principes et méthodes historiques et non, comme c'est généralement le cas à cette époque chez tous les facteurs professionnels, dans le style des clavecins « modernes » du XXe siècle. Ils trouvent un marché dans la restauration d'instruments anciens appartenant à des collections publiques ou privées, ce qui leur permet de parfaire leurs connaissances et leur pratique dans la conception et la construction de leurs instruments. En 1958, ils se séparent et Hubbard crée son propre atelier à Waltham dans la propriété Lyman tandis que Dowd en fonde un plus important à Cambridge dans le Massachusetts. 
Devenu un expert reconnu, et grâce à l'obtention de bourses, il peut examiner nombre d'instruments anciens en Europe, et en 1967, est chargé de la création de l'atelier de restauration du Musée Instrumental du Conservatoire de Paris dont il confie ensuite la responsabilité à Hubert Bédard. Au moment de la publication de son traité fondateur Three Centuries of Harpsichord Making en 1965, Ralph Kirkpatrick peut écrire : « Il est indéniable qu'il en connaît plus sur l'histoire et la construction des clavecins que n'importe qui d'autre vivant aujourd'hui». Pendant les années 1970, il donne des cours et des conférences à Harvard et Boston. 
Il crée vers 1963 un clavecin, diffusé sous forme de kit, réplique de l'instrument de 1769 de Pascal Taskin conservé à Édimbourg. 
C'est aussi un violoniste amateur qui restaure nombre de violons anciens et fabrique de nombreux archets pour violons et violes, selon les modèles antérieurs à François Xavier Tourte.
Frank Hubbard meurt à Wellesley (Massachusetts) en 1976 ; son atelier poursuit son activité sous la direction de son épouse Diane Hubbard.

## Hommages
(9662) Frankhubbard, un astéroïde de la ceinture principale découvert en 1996, est nommé en son honneur .